# سپاه اطلاعات اسرائیل
سپاه اطلاعات اسرائیل (انگلیسی: Israeli Intelligence Corps) یا هامان یک سپاه از نیروهای دفاعی اسرائیل است که تحت صلاحیت اداره اطلاعات نظامی ارتش اسرائیل (آمان) قرار دارد و مسئول جمع‌آوری، پخش، انتشار و ارزیابی اطلاعات نظامی برای ستاد کل نیروهای دفاعی و شاخه سیاسی است. سپاه اطلاعات در سال ۱۹۷۶ تأسیس شد.

## تاریخچه
این سپاه در نتیجه توصیه کمیسیون آگرانات در مورد کاستی‌های اطلاعاتی در جنگ یوم کیپور از شاخه اطلاعات آمان تأسیس شد. در ۱۲ نوامبر ۱۹۷۶ افسر ارشد اطلاعات آمان؛ سرتیپ دوو تاماری، به‌عنوان نخستین فرمانده این سپاه منصوب شد.
سپاه اطلاعات شامل یگان ۸۲۰۰ است که واحد ارزیابی اطلاعات مرکزی ارتش اسرائیل است و مسئول جمع‌آوری اطلاعات شنود الکترونیک و تجزیه و تحلیل رمزنگاری است، همچنین واحد هاتزاو که مسئول جمع‌آوری اطلاعات منبع‌باز است.
این سپاه همچنین شامل واحد ۵۰۴ است که واحد جمع‌آوری و تجزیه و تحلیل اطلاعات انسانی ارتش اسرائیل است.
سپاه اطلاعات همچنین در کارهای ضداطلاعات و امنیت اطلاعات فعالیت می‌کند و ارزیابی‌های کلی ارائه می‌دهد. مأموریت اصلی و اساسی سپاه اطلاعات، ارائه هشدار اطلاعاتی به رده‌های سیاسی و نظامی در زمان واقعی جنگ و فعالیت علیه اسرائیل است.